# Akai hashi no shita no nurui mizu
Akai hashi no shita no nurui mizu (赤い橋の下のぬるい水, "Warm water onder een rode brug") is een Japanse dramafilm van Shohei Imamura uit 2001. De film werd genomineerd voor de Gouden Palm op het Festival van Cannes van dat jaar.

## Verhaal
Akai hashi no shita no nurui mizu vertelt het verhaal van een medewerker die is ontslagen bij een architectenbureau in Tokio en huwelijksproblemen ondervindt. Wanneer zijn oude vriend sterft, reist hij naar het kleine vissersdorpje Himi, Toyama, om een schat te vinden die de oude man daar decennia eerder in een huis had verborgen. Hij vindt niet wat hij verwacht, maar neemt een baan aan bij lokale vissers en begint een relatie met een vrouw met een overdreven neiging tot vrouwelijke ejaculatie.

## Rolverdeling
| Acteur          | Personage     |
| --------------- | ------------- |
| Koji Yakusho    | Yosuke Sasano |
| Misa Shimizu    | Saeko Aizawa  |
| Isao Natsuyagi  | Masayuki Uomi |
| Toshie Negishi  | Tomoko Sasano |
| Katsuo Nakamura | Takao Yamada  |

## Ontvangst
De film ging in première op het Filmfestival van Cannes 2001 en werd genomineerd voor de prestigieuze Gouden Palm.
Akai hashi no shita no nurui mizu werd geen groot commercieel succes, maar kon wel op lofprijzingen onder liefhebbers van Imamura rekenen. Het was zijn laatste speelfilm voor zijn dood in 2006.